# ألمير بيكيتش
ألمير بيكيتش مواليد 1 يونيو 1989 في توزلا، جمهورية يوغوسلافيا الاشتراكية الاتحادية، هو لاعب كرة قدم بوسني يلعب مع نادي ساراييفو كمدافع. مثّل منتخب البوسنة والهرسك لكرة القدم.

## روابط خارجية
- ألمير بيكيتش على موقع قاعدة بيانات كرة القدم.إي يو (الإنجليزية)
- ألمير بيكيتش على موقع ناشيونال فوتبول تيمز (الإنجليزية)
- ألمير بيكيتش على موقع Soccerway.com (الإنجليزية)
- ألمير بيكيتش على موقع عالم كرة القدم.نت (الإنجليزية)
- ألمير بيكيتش على موقع AS.com (الإسبانية)